# Julianapolder
De Julianapolder is een voormalig waterschap in de provincie Groningen.
Het schap is in 1919 opgericht om het 'gat' tussen de Zevenboerenpolder en Westpolder te dichten. Met de aanleg van de dijk werd in gestart in 1923. Twee jaar later werd het waterschap Thomas van Seeratt opgericht waarin de Julianapolder opging.
Het gebied watert naar het zuiden af via de Julianatocht, die uitmondt in de Uilenestermaar en wordt sinds 1995 beheerd door het waterschap Noorderzijlvest.
De Feddema's plas is ontstaan als gevolg van de aanleg van de dijk.

## Naam
De polder is genoemd naar de toen 10-jarige prinses Juliana.